# Кобринський Ілля Григорович
Ілля Григорович Ко́бринський (23 грудня 1904, Широке — 4 листопада 1979, Дніпропетровськ) — український радянський театральний режисер і педагог; лауреат Сталінської премії за 1951 рік, народний артист УРСР з 1960 року.

## Біографія
Народився 10 [23] грудня 1904 року в селі Широкому (нині селище міського типу Криворізького району Дніпропетровської області, Україна). 1935 року закінчив Московський інститут театрального мистецтва імені Анатолія Луначарського. Член ВКП(б) з 1943 року.
Протягом 1935—1944, 1950—1955 років та у 1961 році працював режисером, а у 1968-1971 рр.  головним режисером у Дніпропетровському національному музично-драматичному театрі імені Тараса Шевченка. У роки радянсько-німецької війни з 1941 по 1944  будучи художнім керівником цього театру, евакуйованого до Казахстану, поставив  "Батальйон іде на захід" Г.Мдівані (1942) та "Мірандоліна" К.Гольдоні (1943). Концертні бригади на чолі з І.Кобринським, народними артистами УРСР Зінаїдою Хрукаловою та Андрієм Верменичем дали більше 300 концертів   на фронті.  Серед численних постановок різних років у цьому ж театрі: «Наталка Полтавка» І.Котля-ревського, «Яблунева гілка» В.Добровольського, Я.Смоляка,  «Катерина» М. Аркаса (за Т.Шевченком), «Майська ніч» за М.Гоголем, "Трембіта" Ю.Мілютіна, "Ревізор" М.Гоголя, "Євгенія Гранде" за О.Бальзаком, "Пам'ять серця" , "В степах України" О.Корнійчука та ін. (Із архівних матеріалів Дніпровського національного театру ім. Т.Шевченка). Іллю Григоровича Кобринського запам'ятали колеги та глядачі як ерудовану, інтелігентну, порядну, пунктуальну  людину та високопрофесійного режисера.  
У 1944—1950  1955—1960 , 1962—1967 та 1972-1979 роках працював у Дніпропетровському театрі російської драми імені Максима Горького. Одночасно у 1935—1941 та 1944—1956 роках викладав у Дніпропетровському театральному училищі.
Помер у Дніпропетровську 4 листопада 1979 року.

## Театральні постановки
- «Під золотим орлом» Ярослава Галана;
- «Анна Кареніна» за Львам Толстим (1936);
- «Правда» Олександра Корнійчука (1937);
- «Гроза» Олександра Островського (1940);
- «Російське питання» Костянтина Симонова (1948—1949);
- «Навіки разом» Любомира Дмитерка (1951; Сталінська премія);
- «Одруження» Миколи Гоголя (1951);
- «Ревізор» Миколи Гоголя (1952);
- «Вороги» Максима Горького (1955);
- «Кремлівські куранти» Миколи Погодіна (1956);
- «Мораль пані Дульської» Габріелі Запольської (1956);
- «Грозовий рік» Олексія Каплера (1957);
- «У пощуках радості» Віктора Розова (1958);
- «Син сторіччя» Івана Купріянова (1961);
- «Колеги» Василя Аксьонова (1962);
- «Останні» Максима Горького (1975).